# Carlo Luciano Bonaparte
Charles Lucien Jules Laurent Bonaparte, italianizzato in Carlo Luciano Giulio Lorenzo Bonaparte (Parigi, 24 maggio 1803 – Parigi, 29 luglio 1857), è stato un nobile, naturalista, ornitologo e politico francese, nonché principe di Canino e di Musignano.

## Biografia
Primo figlio maschio di Luciano Bonaparte (1775-1840), fratello di Napoleone I, e della seconda moglie Alexandrine de Bleschamp (1778-1855), seguì il padre a Roma. Passò la sua giovinezza in Italia e negli Stati Uniti, frequentando le università italiane. Si occupò per molti anni di ornitologia, campo in cui acquisì fama internazionale.
In seguito alla Rivoluzione del 1830 tornò in Francia.
A partire dal 1839 fu uno dei principali organizzatori delle riunioni degli scienziati italiani; partecipò a più sezioni e ricoprì più volte la carica di presidente della sezione di Zoologia, anatomia e fisiologia comparata. Alla nona riunione, a Venezia nel 1847, ricevette un decreto di espulsione per aver tenuto alcuni discorsi contenenti incitamenti all'unità d'Italia.
Di idee democratiche, probabilmente rinforzate dal suo soggiorno a Filadelfia, nel 1848 partecipò a Torino ai lavori della Società nazionale per la confederazione italiana ideata da Vincenzo Gioberti. A Roma, durante i moti del 1849, fece parte come deputato dell'Assemblea costituente della Repubblica Romana, con la carica di segretario.
Morì a Parigi nel 1857 e le sue spoglie vennero inumate nella Cappella Imperiale di Ajaccio.

## Matrimoni e figli

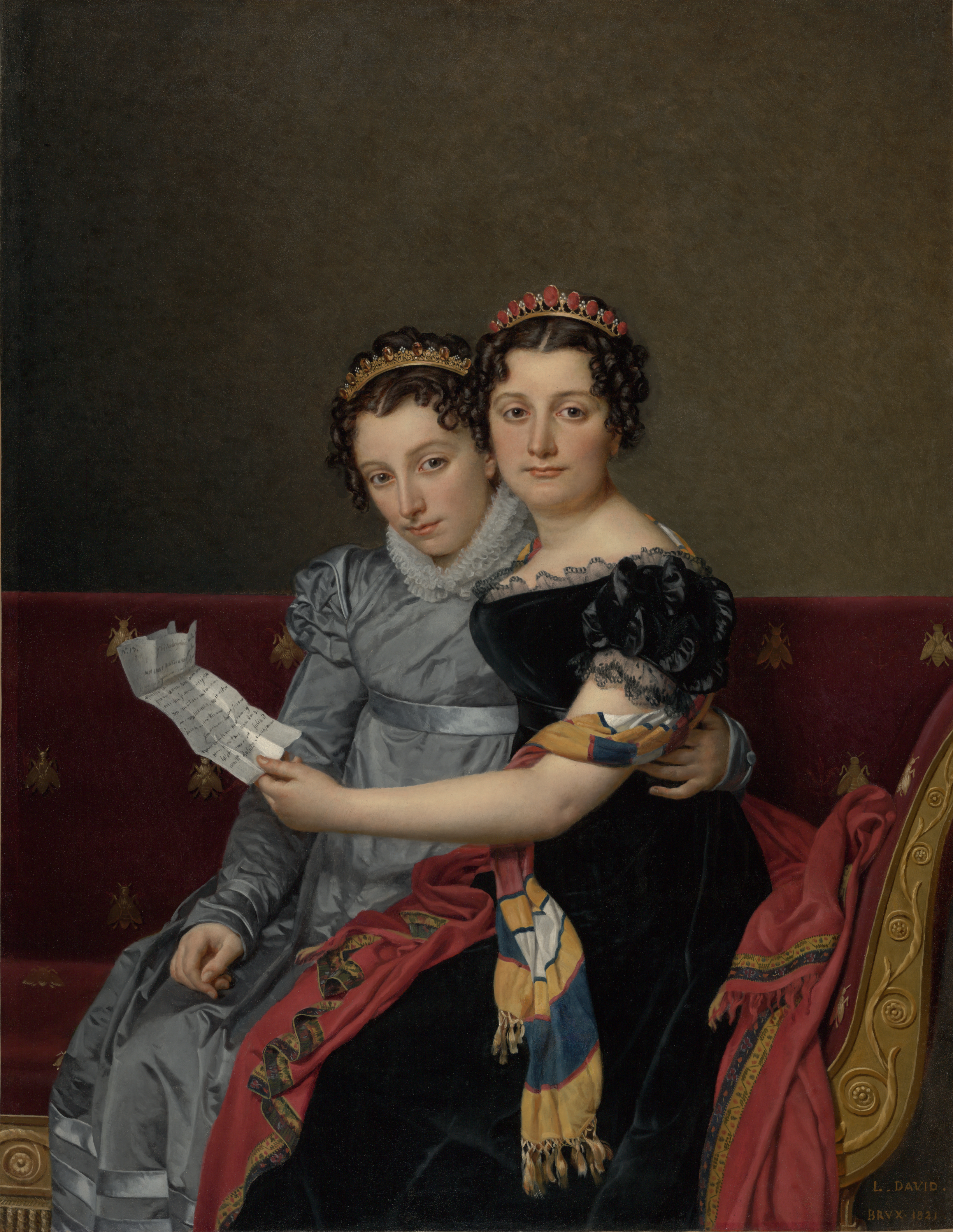
Zénaïde Bonaparte e la sorella Carlotta

Il 29 giugno 1822 sposò a Bruxelles la cugina Zénaïde Laetitia Julie Bonaparte (1801-1854), figlia dello zio Giuseppe Bonaparte e di Giulia Clary, dalla quale ebbe dodici figli, otto dei quali arrivarono all'età adulta:
- Giuseppe Luciano Carlo Napoleone Bonaparte, III principe di Canino e Musignano (13 febbraio 1824 - 2 settembre 1865), senza discendenza.
- Alessandrina Gertrude Zenaide Bonaparte (9 giugno 1826 - 1 maggio 1828).
- Cardinal Luciano Luigi Giuseppe Napoleone Bonaparte, IV principe di Canino e Musignano (15 novembre 1828 - 19 novembre 1895), senza discendenza.
- Giulia Carlotta Bonaparte (5 giugno 1830 - 28 ottobre 1900). Sposò nel 1847 Alessandro del Gallo, marchese di Roccagiovine (1826-1892).
- Carlotta Onorina Giuseppina Paolina Bonaparte (4 marzo 1832 - 1 ottobre 1901). Sposò nel 1848 Pietro Primolo, conte di Foglia (1821-1893), da cui ebbe tre figli, Giuseppe (1851- 1927), Napoleone (1855-1882) e Luigi (1858-1925).
- Leona Stefania Elisa Bonaparte (18 settembre 1833 - 14 settembre 1839).
- Maria Desirée Eugenia Giuseppina Filomena Bonaparte (18 marzo 1835 - 28 agosto 1890). Sposò nel 1851 il conte Paolo Campello della Spina (1829-1917).
- Augusta Amelia Massimina Jaqueline Bonaparte (9 novembre 1836 - 29 marzo 1900). Sposò suo cugino Placido Gabrielli, principe di Prossedi, figlio di Carlotta Bonaparte.
- Napoleone-Carlo Gregorio Giacomo Filippo Bonaparte, V principe di Canino e Musignano (5 febbraio 1839 - 11 febbraio 1899), sposò Cristina Ruspoli, con discendenza.
- Batilda Aloise Leona Bonaparte (26 novembre 1840 - 9 giugno 1861). Sposò nel 1856 Luigi, conte di Cambacérès (1832 – 1868).
- Albertina Maria Teresa Bonaparte (12 marzo 1842 - 3 giugno 1842).
- Carlo Alberto Bonaparte (22 marzo 1843 - 6 dicembre 1847).

## Ascendenza
|                            |   |                            | Genitori |  |  | Nonni |  |  | Bisnonni                  |  |  | Trisnonni                    |  |
|                            |   |                            |          |  |  |       |  |  | Giuseppe Maria Buonaparte |  |  | Sebastiano Nicola Buonaparte |  |
|                            |   |                            |          |  |  |       |  |  | Giuseppe Maria Buonaparte |  |  | Sebastiano Nicola Buonaparte |  |
|                            |   | Angela Maria Tusoli        |          |  |  |       |  |  | Giuseppe Maria Buonaparte |  |  |                              |  |
| Carlo Maria Buonaparte     |   |                            |          |  |  |       |  |  | Giuseppe Maria Buonaparte |  |  |                              |  |
|                            |   | Maria Saveria Paravicini   | …        |  |  |       |  |  |                           |  |  |                              |  |
|                            |   | Maria Saveria Paravicini   | …        |  |  |       |  |  |                           |  |  |                              |  |
|                            |   | Maria Saveria Paravicini   | …        |  |  |       |  |  |                           |  |  |                              |  |
| Luciano Bonaparte          |   | Maria Saveria Paravicini   |          |  |  |       |  |  |                           |  |  |                              |  |
|                            |   | Giovanni Gerolamo Ramolino | …        |  |  |       |  |  |                           |  |  |                              |  |
|                            |   | Giovanni Gerolamo Ramolino | …        |  |  |       |  |  |                           |  |  |                              |  |
|                            |   | Giovanni Gerolamo Ramolino | …        |  |  |       |  |  |                           |  |  |                              |  |
| Maria Letizia Ramolino     |   | Giovanni Gerolamo Ramolino |          |  |  |       |  |  |                           |  |  |                              |  |
|                            |   | Angela Maria Pietrasanta   | …        |  |  |       |  |  |                           |  |  |                              |  |
|                            |   | Angela Maria Pietrasanta   | …        |  |  |       |  |  |                           |  |  |                              |  |
|                            |   | Angela Maria Pietrasanta   | …        |  |  |       |  |  |                           |  |  |                              |  |
| Carlo Luciano Bonaparte    |   | Angela Maria Pietrasanta   |          |  |  |       |  |  |                           |  |  |                              |  |
|                            | … | …                          |          |  |  |       |  |  |                           |  |  |                              |  |
|                            | … | …                          |          |  |  |       |  |  |                           |  |  |                              |  |
|                            | … | …                          |          |  |  |       |  |  |                           |  |  |                              |  |
| Charles Jacob de Bleschamp | … |                            |          |  |  |       |  |  |                           |  |  |                              |  |
|                            |   | …                          | …        |  |  |       |  |  |                           |  |  |                              |  |
|                            |   | …                          | …        |  |  |       |  |  |                           |  |  |                              |  |
|                            |   | …                          | …        |  |  |       |  |  |                           |  |  |                              |  |
| Alexandrine de Bleschamp   |   | …                          |          |  |  |       |  |  |                           |  |  |                              |  |
|                            |   | …                          | …        |  |  |       |  |  |                           |  |  |                              |  |
|                            |   | …                          | …        |  |  |       |  |  |                           |  |  |                              |  |
|                            |   | …                          | …        |  |  |       |  |  |                           |  |  |                              |  |
| Philiberte Bouvet          |   | …                          |          |  |  |       |  |  |                           |  |  |                              |  |
|                            |   | …                          | …        |  |  |       |  |  |                           |  |  |                              |  |
|                            |   | …                          | …        |  |  |       |  |  |                           |  |  |                              |  |
|                            |   | …                          | …        |  |  |       |  |  |                           |  |  |                              |  |
|                            |   | …                          |          |  |  |       |  |  |                           |  |  |                              |  |

## Onorificenze
Membro onorario dell'Accademia di Uppsala (1833) e dell'Accademia di Berlino (1843).

## Opere
- American ornithology, or History of the Birds of the United States 4 vol., Philadelphia (1825-33)
- Iconografia della fauna italica per le quattro classi degli animali vertebrati, Roma (1832-41)
- Observations on the Nomenclature of Wilson's Ornithology (in: Journal of the Philadelphia Academy)
- Synopsis of the Birds of the United States (in: Annals of the Lyceum of New York)
- Specchio comparativo delle ornithologie di Roma e di Filadelfia, Paris (1827)
- Memoirs, New York (1836)
- Geographical and Comparative List of Birds of Europe and North America, London (1838)
- Catalogo metodico degli uccelli Europei, Bologna (1842)
- Conspectus systematis ornithologiæ, Leyden (1850)
- Revue critique de l'ornithologie Europeenne, Brussels (1850)
- Ornithologie fossile, Paris (1858)
- Catalogue des oiseaux d'Europe, Paris (1856)

| Bonaparte è l'abbreviazione standard utilizzata per le specie animali descritte da Carlo Luciano Bonaparte. Categoria:Taxa classificati da Carlo Luciano Bonaparte |